# Приборкання сітки для волосся
«Приборкання сітки для волосся» (The Taming of the Snood) — американська короткометражна кінокомедія Жуля Вайта 1940 року з Бастером Кітоном в головній ролі.

## Сюжет
Бастер відкрив невеликий капелюшний магазинчик. Одного разу до нього приходить незвичайний покупець.

## У ролях
- Бастер Кітон — Бастер Кітон
- Дороті Епплбі — міс Вілсон
- Елсі Амес — Одетта
- Річард Фіске — детектив
- Брюс Беннетт — детектив
- Стенлі Браун — фотограф
- Вернон Дент — чоловік на вулиці